# Anastazy Szpręga
Anastazy Tomasz Szpręga OFM (ur. 1 listopada 1833 w Czersku, zm. 26 lipca 1911 w Osiecznej) – polski kapłan, franciszkanin, komisarz generalny Prowincji Niepokalanego Poczęcia NMP w Prusach i w Wielkim Księstwie Poznańskim w latach 1890–1911 (ranga prowincjała), misjonarz apostolski.

## Życiorys
O. Anastazy Szpręga urodził się w rodzinie Ignacego i Katarzyny z d. Sabiniarz 1 listopada 1833 w Czersku w powiecie chojnickim. Po ukończonym w Chojnicach gimnazjum 5 maja 1856 wstąpił do Zakonu Braci Mnijeszych − franciszkanów − w Prowincji Niepokalanego Poczęcia NMP w Prusach i w Wielkim Księstwie Poznańskim, przekraczając progi domu nowicjackiego w Wejherowie na Kaszubach. Złożywszy śluby zakonne 6 maja 1857, odbył studia filozoficzno-teologiczne w klasztorze w Łąkach Bratiańskich. Święcenia kapłańskie przyjął 30 listopada 1858.
Prowincjał Onufry Laskowski wysłał go w tym samym roku do Prowincji Krzyża Świętego w Westfalii, gdzie o. Szpręga uzupełnił wykształcenie teologiczne i poprawił znajomość języka niemieckiego. Po powrocie do macierzystej prowincji w 1861, był kolejno: wykładowcą historii Kościoła w Miejskiej Górce na Goruszkach, wicemagistrem nowicjatu w Wejherowie, kaznodzieją polskim i niemieckim, gwardianem w Wejherowie, gwardianem w Osiecznej, kaznodzieją w Zamartem i w Miejskiej Górce.
O. Szpręga w maju 1872 złożył egzamin przed delegatem abpa kard. Mieczysława Ledóchowskiego i zgodnie z decyzją Kongregacji Rozkrzewiania Wiary otrzymał tytuł misjonarza apostolskiego. Tego samego roku o. Szpręga wyjechał do Istambułu, gdzie powierzono mu obowiązki kapelana ambasady austriackiej. Okresowo pracował również duszpastersko w Adampolu.
Po powrocie do ojczyzny w 1884 był wikariuszem parafii w Kurzętniku, potem zaś w Zblewie. W 1887 zamieszkał w klasztorze w Miejskiej Górce, gdzie powierzono mu obowiązki wikarego parafialnego w miejscowej parafii prowadzonej przez księży diecezjalnych.
W 1890, za generalatu Luigiego da Parma, zarząd zakonu powołał go na urząd komisarza generalnego (w randze prowincjała) Prowincji Niepokalanego Poczęcia NMP w Prusach i w Wielkim Księstwie Poznańskim. Będąc komisarzem reprezentował swoją prowincję na kongregacji generalnej w Asyżu w 1895 oraz kapitule generalnej w Rzymie w 1903. W tym samym czasie był w swojej prowincji dyrektorem domu księży emerytów w Osiecznej oraz wikariuszem w Drzeczkowie.
Umarł mając 78 lat w Osiecznej. Został pochowany na placu przed kościołem klasztornym.

## Twórczość
W 1864 o. Szpręga wydał niewielkie dziełko Reguła trzeciego Zakonu ś. O. Franciszka Seraf. dla braci i sióstr w tymże Zakonie życie pokutne na świecie wiodących, z dodatkiem krótkich objaśnień tejże Reguły i niektórych stósownych nabożeństw (Chełmno, nakładem klasztoru wejherowskiego, drukiem Ignacego Danielewskiego, 223 strony). Pod imieniem i nazwiskiem widnieje tytuł autora: "Kaznodzieja i Dyrektor Tercyarzy w Wejherowie, w prowincyi niepok. poczęcia Najśw. Panny Maryi w Prusach zachodnich".
W bibliotece prowincjalnej w klasztorze w Katowicach Panewnikach przechowywany jest też maszynopis Diarium z lat 1891-1904 o. Szpręgi (Nr bibl. 1960 III).